# Foxy Lady
Singles de The Jimi Hendrix Experience
The Wind Cries Mary
(1967) Burning of the Midnight Lamp
(1967)
Pistes de Are You Experienced
Manic Depression
Foxy Lady (ou alternativement Foxey Lady) est une chanson du Jimi Hendrix Experience. Elle apparait pour la première fois sur leur premier album Are You Experienced en 1967 et a ensuite été publié comme leur troisième single aux États-Unis avec l'orthographe alternative. C'est l'une des chansons les plus connues d'Hendrix et a été fréquemment interprétée lors de concerts tout au long de sa carrière. Le magazine Rolling Stone a placé la chanson 153e sur sa liste des "500 plus grandes chansons de tous les temps".
Sur la version américaine de l'album Are You Experienced, le titre de la chanson est orthographié Foxey Lady (Foxey signifiant sexy dans le langage commun).

## Analyse artistique
Le critique musical Thomas Ward souligne que "si l'on pouvait dire qu'une chanson résume toute l'œuvre de Hendrix, Foxy Lady est certainement plus proche que la plupart." La chanson s'ouvre sur une note doigtée "secouée dans un large vibrato exagéré" de sorte que les cordes adjacentes sonnent. Une fois que l'amplificateur est autorisé à renvoyer, Hendrix glisse vers la figure rythmique, qui utilise un accord de neuvième pointu de septième dominant, un accord de style jazz et rythmique et blues, souvent appelé «accord d'Hendrix». Le biographe de Hendrix, Keith Shadwick, écrit :

« [Hendrix] jette tout le solo dans la langue vernaculaire du blues, en utilisant des notes courbées et des glisses, ou slides, entre les notes principalement dans les gammes blues ou pentatoniques. À cela, il ajoute le nouveau mélodisme qu'il avait entendu sur les récents disques de rock britannique. »

Avant l'enregistrement, le groupe n'avait pas trouvé de fin pour la chanson et le bassiste Noel Redding a affirmé que l'utilisation du dernier accord était son idée. Le biographe de Hendrix, Harry Shapiro, suggère que les paroles de la chanson ont été inspirées par Heather Taylor, qui épousa plus tard Roger Daltrey des Who. Hendrix a déclaré plus tard qu'il n'abordait pas les femmes d'une manière aussi directe que le suggéraient les paroles. Lithofayne "Faye" Pridgon, la petite amie de Hendrix au milieu des années 1960, a également été suggérée comme source d'inspiration pour la chanson.

## Parution et réception
La maison de disques américaine d'Hendrix, Reprise Records, publie la chanson en single en décembre 1967, un mois avant la sortie du deuxième album de l'Experience Axis: Bold as Love. Reprise a utilisé le titre "Foxey Lady", qui est également apparu sur la version américaine de l'album Are You Experienced. Le single comporte Hey Joe en face B, que Reprise avait déjà sorti cette chanson en single en avril 1967. Bien que les albums de Hendrix se vendent bien, le single, à l'instar de ses prédécesseurs, rencontre un faible succès, atteignant la 67e place du classement des singles pop Billboard Hot 100. En 1967, Polydor Records sort le single en Allemagne avec Manic Depression en face B, mais il n'apparaît pas dans les classements.
Foxy Lady est apparu sur de nombreux albums de compilation Hendrix, notamment Smash Hits (1968), Cornerstones: 1967–1970 (1990), The Ultimate Experience (1992) et Experience Hendrix: The Best of Jimi Hendrix (1997). C'est également l'une des rares chansons à être interprétée par chacune des différentes formations Hendrix, y compris l'Experience, Gypsy Sun and Rainbows, le Band of Gypsys et le groupe de la tournée The Cry of Love. Des interprétations en concert apparaissent sur Live at Monterey, Live at Woodstock, Live at the Fillmore East, Blue Wild Angel: Live at the Isle of Wight et plusieurs autres albums live. Le magazine Rolling Stone a classé Foxy Lady à la 153e place sur sa liste des "500 plus grandes chansons de tous les temps". En 2020, Far Out a classé la chanson sixième sur sa liste des 20 plus grandes chansons de Jimi Hendrix, et en 2021, American Songwriter a classé la chanson quatrième sur sa liste des 10 plus grandes chansons de Jimi Hendrix.

## Reprises
De nombreux artistes reprirent Foxy Lady et notamment :
- Booker T. and the M.G.'s sur l'album Soul Limbo, sorti en 1968.
- Black Merda sur l'album The Psych Funk of Black Merda
- The Cure sur l'album Three Imaginary Boys, en 1979.
- The Cross sur l'album Mad, Bad, and Dangerous to Know, sorti en 1989.
- Blue Cheer sur Dining With the Sharks, en 1991.
- Harry Manx sur Wise and Otherwise, en 2002.
- ZZ Top, en 2007 sur Live From Texas.
- Chickenfoot